# Jugoslawischer Staatsstreich 1941

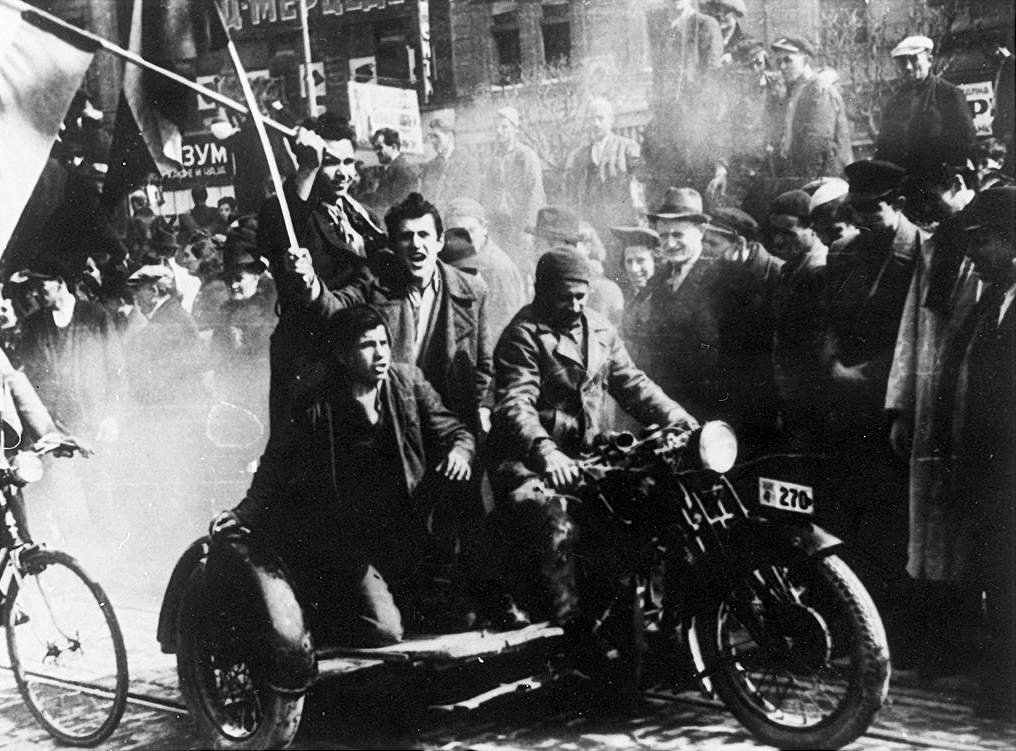
Demonstrationen für den Staatsstreich in den Straßen Belgrads am 27. März 1941

Der Jugoslawische Staatsstreich ereignete sich am 27. März 1941 in Belgrad im Königreich Jugoslawien. Durch die Besetzung verschiedener bedeutender Regierungsgebäude in ganz Belgrad sowie des Königshofs wurde die Regierung unter Prinzregent Paul gestürzt. Geplant und durchgeführt wurde der Putsch von einer pro-westlichen Gruppe serbischer Offiziere der jugoslawischen Luftwaffe. Vor allem richtete er sich gegen die Zusammenarbeit der Regierung mit den Achsenmächten im Zweiten Weltkrieg.
Offiziell wurde der Putsch angeführt vom General der Luftwaffe Dušan Simović, der seit 1938 mit mehreren Staatsstreichen in Verbindung gebracht wurde. Bei der Leitung des Putsches übernahm sowohl der Brigadegeneral der Luftfahrt Borivoje Mirković  als auch der Major der königlichen Garde Živan Knežević sowie dessen Bruder Radoje Knežević eine führende Rolle. Neben Radoje Knežević wussten wahrscheinlich auch andere zivile Anführer von dem geplanten Staatsstreich und unterstützten ihn nach seiner Durchführung. Zu den Organisatoren zählten sie allerdings nicht.
Trotz ihres entscheidenden Beitrags zu den in vielen Städten stattfindenden öffentlichen Massenprotesten, die die Unterstützung des Putsches signalisierten, waren die jugoslawischen Kommunisten an dem Staatsstreich selbst nicht beteiligt. Letztlich war der Putsch erfolgreich und stürzte das Triumvirat Prinz Paul, Radenko Stanković und Ivo Perović sowie den Premierminister Dragiša Cvetković.
Gerade zwei Tage vor dem Putsch hatte die Cvetković-Regierung das Wiener Protokoll und damit den Beitritt Jugoslawiens zum Dreimächtepakt unterzeichnet. Der Staatsstreich war bereits seit mehreren Monaten in der Planung, aber die Unterzeichnung des Dreimächtepakts veranlasste die Organisatoren dazu, angespornt durch die britische Special Operations Executive (Sondereinsatztruppe), ihn letztlich auszuführen.
Die militärischen Verschwörer brachten den 17-jährigen König Peter II. Karađorđević an die Staatsspitze. Eine Regierung der nationalen Einheit wurde gegründet mit Simović als Premierminister und Vladko Maček und Slobodan Jovanović als dessen Vize-Premierminister. Zehn Tage nach dem Putsch begann die von Deutschland geführte Invasion Jugoslawiens durch die Achsenmächte.

## Hintergrund
Laut Historiker Jozo Tomasevich war das Königreich Jugoslawien vom Moment seiner Gründung an politisch schwach und blieb dies auch während der Zwischenkriegsjahre. Diese Schwäche ergab sich hauptsächlich aus einem steifen zentralistischen System, der starken Verbindung zwischen nationalen Gruppen und der dominierenden Religion sowie einer ungleichmäßigen wirtschaftlichen Entwicklung. Speziell der religiöse Vorrang der Serbisch-Orthodoxen Kirche in nationalen Angelegenheiten und die Diskriminierung der römisch-katholischen und muslimischen Bevölkerung verschärfte die Unzufriedenheit der nicht-serbischen Population mit den serbisch-dominierten Herrschaftsgruppen.
Diese behandelten Nicht-Serben als Menschen zweiter Klasse. Dieses zentralisierte System wurde durch politische Bestechung erreicht. Aufgrund der Vorrangstellung serbischer Herrschaftseliten in Jugoslawien konnte das Land sich nie im politischen Sinne festigen. Es war daher niemals in der Lage, sich mit den politischen und wirtschaftlichen Schwierigkeiten, die es bedrohten, zu befassen.
1929 wurde die Demokratie abgeschafft, und König Alexander proklamierte eine Königsdiktatur. Er versuchte, die ethnische Spaltung durch verschiedene Maßnahmen abzubauen, unter anderem durch die Schaffung von administrativen Einheiten, den Banschaften.
Dieser Schritt schuf zwei Oppositionen: Die Gegnerschaft besonders von serbischer und slowenischer Seite und die Befürworter einer Einteilung Jugoslawiens nach ethnischen Gesichtspunkten. 1933 hatte sich diese Unzufriedenheit besonders in der Banschaft Sava in einen ausgewachsenen Widerstand gegen die Staatsgewalt gewandelt, dem die Regierung mit einigen versuchten und durchgeführten Ermordungen und dem Arrest von bedeutenden kroatischen Oppositionellen, unter ihnen auch der Führer der Kroatischen Bauernpartei HSS Vladko Maček, beizukommen suchte.
Nachdem König Alexander 1934 in Marseille bei einem Attentat umgekommen war, gelangte sein Cousin Prinz Paul an die Spitze der Drei-Mann-Regierung mit dem Senator Radenko Stanković und dem Gouverneur der Banschaft Sava, Ivo Perović. Obwohl Prinz Paul liberaler war als sein Cousin, setzte er die Diktatur ununterbrochen fort.

### Cvetković-Maček-Abkommen
Prinz Paul, der den schlechten nationalen Zusammenhalt und die politische Schwäche des Landes bemerkte, unternahm wiederholt Versuche, eine politische Einigung mit dem Führer der HSS Maček auszuhandeln. Im Januar 1937 traf sich der Premierminister Milan Stojadinović auf Anfrage des Prinzen mit Maček.
Stojadinović war jedoch entweder nicht willens oder nicht in der Lage, sich mit der kroatischen Unzufriedenheit mit einem von einer serbischen Herrschaftsklasse dominierten Jugoslawien auseinanderzusetzen. 1938 brachte der Anschluss Österreichs das nationalsozialistische Deutschland an die Grenzen Jugoslawiens. Daher fanden bereits Wahlen im Dezember statt.
Zu dieser Zeit war Simović in zwei Putschversuche Anfang des Jahres 1938 involviert. Ein weiterer folgte auf die Dezember-Wahlen, bei denen die von Maček geführte Opposition 44,9 % der Stimmen erreichte. Aufgrund von Wahlregeln, nach denen die Regierung 40 % der Sitze bereits vor der Aufzählung der Stimmen erhielt, wurden ihnen jedoch lediglich 67 von 373 Sitzen zugeteilt.
Am 3. Februar 1939 hielt Bildungsminister Bogoljub Kujundžić eine nationalistische Rede, in der er behauptete, serbische Politik bliebe immer eine Angelegenheit dieses Hauses und dieser Regierung. Der Minister und Vorsitzende der Jugoslawischen Muslimischen Organisation (JMO) Mehmed Spaho forderte Stojadinović auf, diese Aussage nicht anzuerkennen, was dieser jedoch verweigerte. Am selben Abend traten Spaho, Džafer Kulenović, Anton Korošec, Franc Snoj, und Dragiša Cvetković von der Regierung zurück.
Stojadinović ersuchte Prinz Paul um Erlaubnis, ein neues Kabinett gründen zu dürfen, Korošec als der Vorsitzende des Senats empfahl dem Prinzen jedoch, das neue Kabinett stattdessen um Cvetković zu gründen. Prinz Paul entließ Stojadinović und ernannte Cvetković an seiner Stelle mit der Anweisung, eine Einigung mit Maček herbeizuführen.
Im April 1939 besetzte Italien Albanien. Im August 1939 wurde schließlich das Cvetković-Maček-Abkommen geschlossen, um eine kroatische Banovina zu etablieren, die eine relativ unabhängige politische Einheit innerhalb Jugoslawiens bilden sollte. Kroatische Radikale waren der Meinung, das Abkommen gehe nicht weit genug. Zahlreiche Serben hingegen behaupteten, es gehe zu weit, indem es den Kroaten zu viel Macht verlieh.
Das von Cvetković geführte Kabinett, das sich während des Abschlusses des Abkommens formte und resolut gegen die Achsenmächte war, schloss von nun an fünf Mitglieder der HSS ein, unter anderem Maček als stellvertretenden Premierminister und General Milan Nedić als Minister der Armee und der Marine. Nach dem Ausbruch des Zweiten Weltkriegs im September 1939 führte der wachsende Druck von Seiten Deutschlands zum Rücktritt des Innenministers Stanoje Mihaldžić, der heimliche Aktivitäten gegen die Achsenmächte unternommen hatte, Mitte 1940. Im Oktober 1940 wurde nochmals durch Verschwörer, die einen Putsch planten, Kontakt zu Simović aufgenommen, doch er verhielt sich eher zurückhaltend. Ab dem Ausbruch des Krieges zielte die britische Diplomatie darauf, Jugoslawien neutral zu halten, was Botschafter Ronald Campbell immer noch für möglich hielt.

### Druckaufbau
Die Zusammenarbeit des jugoslawischen und britischen Geheimdienstes, die seit den frühen 1930er Jahren in einem geringen Maße existiert hatte und bereits seit dem Anschluss Österreichs intensiviert worden war, verstärkte sich nach dem deutschen Überfall auf Polen und dem Kriegsausbruch im September 1939 nochmals. Diese gemeinschaftlichen geheimdienstlichen Maßnahmen zielten darauf ab, Jugoslawien zu stärken und dessen Neutralität zu halten, während verdeckte Aktivitäten gefördert wurden. Im Jahre 1940 erfuhr der britische Geheimdienst vom geplanten Staatsstreich, entschied aber weiterhin durch Prinz Paul zu handeln.
Jugoslawiens Lage verschlechterte sich im Oktober 1940, als Italien von Albanien aus nach Griechenland einmarschierte. Das anfängliche Scheitern Italiens stärkte Jugoslawiens Befürchtungen einer deutschen Unterstützung Italiens. Im September und November 1940 zwang Deutschland Ungarn und Rumänien, dem Dreimächtepakt zuzustimmen. Im November 1940 schlug General Nedić vor, die jugoslawische Neutralität aufzugeben und sich den Achsenmächten anzuschließen, da er von einem deutschen Sieg überzeugt war. Er erhoffte sich einen Schutz Jugoslawiens vor dessen Nachbarn durch Deutschland. Prinz Paul hielt allerdings Nedićs Vorschlag für nicht umsetzbar und ersetzte den General durch den nachgiebigeren Petar Pešić.
Die folgenden Monate arbeiteten Prinz Paul und seine Minister unter ständigem Druck, da die Gefahr bestand, über Bulgarien von Deutschland angegriffen zu werden, und Großbritannien sich recht widerwillig zeigte, den Jugoslawen militärische Unterstützung zuzusagen. Sechs Monate vor dem Staatsstreich hatte sich Großbritannien entschieden, Jugoslawiens Neutralität nicht mehr zu akzeptieren und stattdessen von Jugoslawien zu verlangen, den Krieg gegen Deutschland zu unterstützen.
Am 23. Januar 1941 stellte William Donovan, ein Sonderbeauftragter des US-amerikanischen Präsidenten Franklin D. Roosevelt, ein Ultimatum, wonach die USA sich nicht in Friedensgesprächen auf die Seite Jugoslawiens stellen würde, falls Jugoslawien den deutschen Truppen den Durchgang gewähren sollte.
Am 14. Februar forderte Hitler gegenüber Cvetković und dem jugoslawischen Außenminister den Beitritt Jugoslawiens zum Dreimächtepakt. Weiterhin forderte er die Demobilisierung der königlichen Armee Jugoslawiens, die Zusage, Lieferungen nach Deutschland über jugoslawisches Gebiet leiten zu dürfen, sowie engere wirtschaftliche Zusammenarbeit. Im Gegenzug bot er Jugoslawien einen Hafen am Ägäischen Meer und die Sicherung des Landes an.
Am 17. Februar unterzeichnete sowohl die Türkei als auch Bulgarien Freundschaftsabkommen, wodurch der Versuch gescheitert war, den Balkan neutral zu halten. Darauf verurteilte Prinz Paul das Abkommen und bezeichnete Bulgariens Verhalten als „Niedertracht“. Am 1. März wurde Jugoslawien noch weiter in die Isolation gedrängt, als Bulgarien den Dreimächtepakt unterzeichnete und die deutsche Armee die bulgarisch-jugoslawische Grenze erreichte.
Prinz Paul traf sich heimlich am 4. März mit Hitler in Berchtesgaden, wobei er erneut gedrängt wurde, den Pakt zu unterschreiben. Hitler bat darum, deutsche Truppen durch Jugoslawien passieren zu lassen und bot dem Land die Stadt Salonika an, ohne aber ein Ultimatum für die Entscheidung zu setzen. Prinz Paul, der den Mittelpunkt der Kabinettskrise bildete, bot stattdessen einen Nichtangriffspakt sowie eine Freundschaftserklärung. Hitler jedoch rückte nicht von seinen Forderungen ab. Prinz Paul äußerte zudem die Befürchtung, nicht mehr lange im Amt zu sein, sobald er den Vertrag unterzeichnen würde. Am 8. März äußerte der Leiter des Generalstabs Franz Halder die Vermutung, Jugoslawien würde den Vertrag unterzeichnen, wenn die deutschen Truppen dafür die jugoslawische Grenze nicht überquerten.
Am 17. März kehrte Prinz Paul nach Berchtesgaden zurück. Dies wäre, so Hitler, seine letzte Chance, dem Dreimächtepakt beizutreten. Er rückte zudem von seiner Forderung ab, die jugoslawischen Eisenbahnlinien zu nutzen. Zwei Tage später versammelte sich der Kronrat unter Prinz Paul, um die Angelegenheit zu diskutieren. Die Ratsmitglieder waren nun bereit einzuwilligen, jedoch nur unter der Bedingung, dass Deutschland seine Zugeständnisse an Jugoslawien öffentlich machte. Deutschland stimmte zu und der Rat akzeptierte die Bedingungen. Drei Mitglieder des Kabinetts traten allerdings am 20. März aus Protest gegen die bevorstehende Unterzeichnung zurück. Die Deutschen reagierten, indem sie das Ultimatum zur Unterzeichnung auf Mitternacht des 23. Märzes festlegten. Prinz Paul und Cvetković fügten sich und unterzeichneten, obwohl sie die Versprechungen der Deutschen als wertlos ansahen. Am 23. März wurden die Einräumungen der Deutschen gegenüber Jugoslawien veröffentlicht. Alexander Cadogan, der Permanent Under-Secretary of State for Foreign Affairs (Staatssekretär für auswärtige Angelegenheiten) im britischen Außenministerium, notierte, die Jugoslawen hätten offenbar ihre Seelen an den Teufel verkauft.

### Jugoslawien unterzeichnet den Pakt
Am 25. März unterzeichnete Jugoslawien den Pakt in Schloss Belvedere in Wien. Ein offizielles Bankett fand statt, von dem Hitler allerdings berichtete, es habe eher einer Beerdigung geglichen. Während das deutsche Radio später bekräftigte, die Achsenmächte würden die Erlaubnis weder für die Passage von Truppen, noch Kriegsmaterial einfordern, war in den offiziellen Dokumenten lediglich von ersteren die Rede. Ebenso fand sich keine Erwähnung des Versprechens, Jugoslawien Salonika zu geben. Am darauffolgenden Tag versammelten sich serbische Demonstranten auf den Straßen von Belgrad mit der Parole „Besser das Grab als ein Sklave, besser der Krieg als der Pakt“.

## Der Ablauf des Putsches
Der Putsch wurde am 27. März 1941 um 14:15 Uhr ausgeführt. Geplant wurde er von einer Gruppe von Offizieren der jugoslawischen Luftwaffe in Zemun und Offizieren der königlichen Garde im nahen Belgrad. Die einzigen involvierten höherrangigen Offiziere entstammten der Luftwaffe. Unter der Aufsicht Mirkovićs übernahmen Offiziere in den frühen Stunden des 27. März die Kontrolle über zahlreiche Gebäude und sonstige Örtlichkeiten, unter anderem:
- die Basis der Luftwaffe in Zemun (Oberst Dragutin Savić)
- sämtliche Brücken über die Sava zwischen Zemun und Belgrad (Oberst Dragutin Dimić)
- die Stadtverwaltung, die Polizeidirektion und die Funkstation von Belgrad (Oberst Stjepan Burazović)
- die Ministerien und die Hauptquartiere des Generalstabs (Major Živan Knežević)
- der Königshof (Oberst Stojan Zdravković)
- das Hauptpostamt in Belgrad (Oberstleutnant Miodrag Lozić)
- die Kasernen der königlichen Garde und der Automotive Command

Auch wenn die Briten die Verschwörer durchaus unterstützen, ging die Initiative von den Jugoslawen aus. Einzelne, die wahrscheinlich von dem Staatsstreich wussten waren Slobodan Jovanović, Präsident des serbischen Cultural Clubs, und Ilija Trifunović-Birčanin, Präsident der Narodna Odbrana (die Landesverteidigung).
Es gibt widerstreitende Meinungen darüber, wer der Leiter des Staatsstreiches war und dessen Durchführung organisierte, die vom Befehlshaber der Luftwaffe General Dušan Simović über seinen Stellvertreter den Brigadegeneral Boran Mirković bis hin zum Major Živan Knežević reichen.
Mirković beanspruchte sofort nach dem Putsch den alleinigen Verdienst und behauptete an seinem zehnjährigen Jubiläum, kurz nachdem er Simović über die Idee informiert und er sie angenommen hatte, habe er selbst allein die Entscheidung getroffen, diese auszuführen. Auch die Organisation habe er allein übernommen und die Festlegung des Zeitpunktes, wann der Putsch stattfinden sollte, habe er selbst getroffen. Es ist wahrscheinlich, dass er seit 1937 an der Planung eines Staatsstreiches arbeitete. König Peter rechnete den Putsch später in einer Rede vom 17. Dezember 1941 allgemein „jüngeren Offizieren der jugoslawischen Armee mittleren Rangs“ an.
Die Stellungnahme Simovićs wurde nach seinem Tod veröffentlicht. So behauptete er, das Zentrum des ganzen Unterfangens gewesen zu sein und persönlich seinen Assistenten, den Brigadegeneral Bora Mirković, für diese Handlung angeheuert zu haben. Mirkovićs Darstellung ist die glaubwürdigste der beiden, da sie durch verschiedene Quellen sowohl der Alliierten als auch der Achsenmächte bekräftigt wird.
Zum Zeitpunkt des Putsches befand sich Prinz Peter in Zagreb auf der Durchreise zu einem in Brdo geplanten Urlaub. Nachdem der stellvertretende Premierminister Maček über den Staatsstreich in Kenntnis gesetzt worden war, traf sich beide am Bahnhof Zagreb, um die Situation zu besprechen. Maček schlug vor, dass Prinz Paul in Zagreb bleiben sollte, um die Möglichkeit zu bewahren, Armeeeinheiten aus der kroatischen Banovina zu seiner Unterstützung zu mobilisieren. Dieser lehnte den Vorschlag jedoch ab, nicht zuletzt deshalb, weil sich seine Frau Prinzessin Olga sowie seine Kinder noch in Belgrad befanden. Er erreichte die Hauptstadt noch am selben Abend und wurde sofort bestellt, um die Abschaffung der Regierung zu unterzeichnen. Anschließend wurde er nach Griechenland ins Exil geschickt.

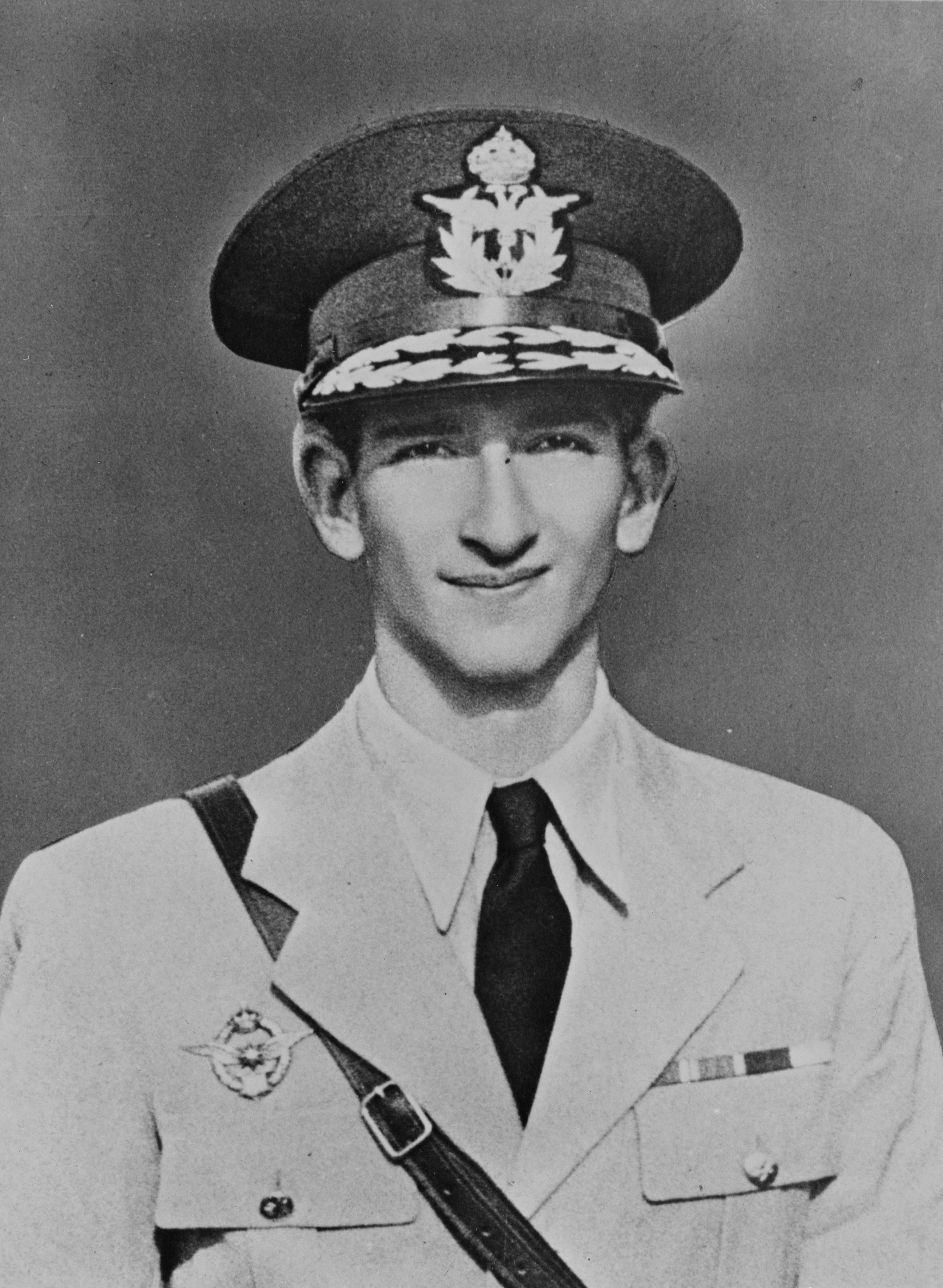
König Peter II. (1942)

Am Morgen des 27. März war der Königshof umzingelt und die Unterstützer des Putsches setzten einen Funkspruch ab, in dem die Stimme Peters imitiert wurde und in einem „Aufruf an das Volk“ dazu aufforderte, den neuen König zu unterstützen. Broschüren mit der Verkündung des Staatsstreiches wurden aus Flugzeugen in die Städte geworfen. Mehrtägige Demonstrationen folgten in Belgrad und anderen größeren serbischen Städten, in denen der Slogan der Demonstrationen ein paar Tage zuvor wieder aufgegriffen wurde „Besser der Krieg als der Pakt, besser das Grab als ein Sklave.“ Winston Churchill, Premierminister Großbritanniens, sagte, Jugoslawien habe seine Seele gefunden.
Am Tag nach dem Staatsstreich wandte sich Simović an die Serbisch-Orthodoxe Bischofsversammlung und versuchte durch die Erwähnung bedeutender Momente der serbischen Geschichte, wie die Schlacht auf dem Amselfeld und die Ermordung des Erzherzogs Franz Ferdinand, den Staatsstreich zu rechtfertigen. Für andere Nationen in Jugoslawien war die Aussicht auf den Krieg und die enge Bindung der Regierung zur Serbisch-Orthodoxen Kirche weniger erfreulich.

## Nachwirkungen

### Neue Regierung
Im Zuge des Staatsstreichs weigerte sich die neue Regierung unter Simović, die Unterzeichnung des Dreimächtepakts durch Jugoslawien zu bestätigen. Daraufhin erteilte Hitler, der von Aktivitäten in Belgrad gegen Deutschland erfahren hatte und auch auf Grund des Putsches verärgert war, einem Offizier den Auftrag, Jugoslawien unverzüglich zu vernichten. Am Tag des Staatsstreichs fertigte Hitler die Weisung für die Kriegführung Nr. 25 aus, wonach Jugoslawien als feindlicher Staat behandelt werden solle. Auch Italien wurde daran beteiligt.
Am 30. März lud der Außenminister Momčilo Ninčić den deutschen Botschafter Viktor von Heeren vor und gab ihm einen Bericht, nach welchem die neue Regierung alle internationalen Verpflichtungen, eingeschlossen den Beitritt zum Dreimächtepakt, akzeptierte, solange die nationalen Interessen des Landes geschützt würden. Daraufhin beauftragte Berlin von Heeren, den Kontakt zu jugoslawischen Amtspersonen zu meiden. So bekam Ninčić nie eine Antwort. Am 2. April wurden Anweisungen zur Evakuierung der Deutschen Botschaft erteilt und die Diplomaten verbündeter Länder wurden ebenfalls angewiesen, das Land zu verlassen.
Am 3. April wurde dann die Weisung für die Kriegführung Nr. 26 ausgestellt, die detaillierte Pläne für die Invasion enthielt.
Simović ernannte Maček zum stellvertretenden Premierminister, nachdem er wieder in der Regierung war. Dieser zögerte jedoch, dies anzunehmen und blieb vorerst in Zagreb, um seine Entscheidung zu treffen. Während er vermutete, dass der Putsch eine gänzlich serbische Tat sowohl gegen Prinz Paul, als auch gegen das Cvetković-Maček-Abkommen gewesen sei, entschied er, dass die Annahme des Amtes nötig sei, um die Treue der HSS gegenüber der Regierung zu demonstrieren. Am 4. April reiste er nach Belgrad und nahm das Amt an, jedoch unter verschiedenen Bedingungen: Die neue Regierung sollte das Cvetković-Maček-Abkommen anerkennen und die Unabhängigkeit der kroatischen Banovina um einige Aspekte erweitern. Zudem sollte sie den Beitritt zum Dreimächtepakt annehmen, wie auch, dass sowohl ein Serbe und ein Kroate zeitweise die Regenten bilden. Am selben Tag rief der kroatische Politiker Ante Pavelić die Kroaten zu einem Volksaufstand gegen die neue Regierung auf.
Am 5. April traf sich das neue Kabinett zum ersten Mal.

### Invasion der Achsenmächte  und Folgen für die Region
Die Invasion Jugoslawiens durch die Achsenmächte begann mit dem Unternehmen Strafgericht am 6. April und Bombardierung Belgrads, worauf die Regierung Schutz außerhalb der Stadt suchte. Von hier aus wollten König Peter und General Simović ins Exil flüchten. Maček, der sich hingegen weigerte, das Land zu verlassen, trat am 7. April zurück und ernannte Juraj Krnjević zu seinem Nachfolger. Maček selbst kehrte nach Zagreb zurück. Drei andere Minister weigerten sich ebenso, das Land zu verlassen: Ivan Andres und Bariša Smoljan von der HSS und Džafer Kulenović von der JMO. Die Regierung kam am 13. April nahe Pale zum letzten Mal auf jugoslawischem Boden zusammen. Von hier aus reisten sie nach Nikšić, von wo aus sie in die griechische Hauptstadt Athen flohen.
Nach elf Kriegstagen gegen Deutschland, Ungarn und Italien musste das militärisch unterlegene Königreich Jugoslawien die bedingungslose Kapitulation hinnehmen. Bulgarische Truppen nahmen an der Invasion nicht teil. Der jugoslawische Staat wurde daraufhin während den Wiener Verhandlungen (20.–22. April 1941) nach den Vorstellungen Hitlers unter den Achsenmächten aufgeteilt.